# Liber numerorum
Liber numerorum (auch die Bezeichnung De numeris wird verwendet) ist eine Schrift, die Zahlenmystik mit Bibelexegese verbindet. Sie wurde in lateinischer Sprache vermutlich von Isidor von Sevilla Anfang des 7. Jahrhunderts erstellt.

## Autorenfrage und Überlieferung
Die Autorenschaft des Werkes ist umstritten. Der spanische Jesuit Faustino Arévalo  allerdings edierte 1797 in seiner Gesamtausgabe der Schriften Isidors von Sevilla, die in die Patrologia Latina (Band 81–83) aufgenommen wurde, auch den Liber numerorum. Das Buch passt auch gut zu einem Eintrag in das Werkeverzeichnis, das Braulio von Saragossa für Isidor erstellt hat: De numeris librum ... arithmetica ... ecclesiasticis scripturis tetigit (ein Buch über Zahlen ... berührt Arithmetik und kirchliche Schriften).
Die Rezeption des Textes lässt sich insofern belegen, als der nur wenige Jahrzehnte später wirkende Adhelm von Sherborne von ihm beeinflusst wurde.
Es haben sich aber nur 5 Handschriften erhalten, davon die zwei älteren erst aus dem 12. und 13. Jahrhundert. Jean-Yves Guillaumin gab 2005 eine Edition heraus mit einem umfangreichen Kommentar und einer Übersetzung in die französische Sprache. Eine Übersetzung in die deutsche Sprache liegt nicht vor.

## Vorgänger und Quellen
Für seine arithmetischen und pythagoräisch/zahlenmystischen Werkteile findet Isidor Vorbilder in der antiken Literatur, insbesondere bei Macrobius Ambrosius Theodosius und Martianus Capella, aus dessen De nuptiis Philologiae et Mercurii er dafür sehr vieles entnimmt.
Die frühen Kirchenväter haben diese Vorstellungen übernommen und die Zahl zu einem Ordnungsbegriff immaterieller Art der intelligiblen Welt umgebildet, insbesondere Augustinus von Hippo. Isidor folgt diesen Gedanken und es lassen sich ungefähr 50 Parallelen zu den Texten Augustinus’ finden. Dies verdeutlicht Isidor durch Zahlenbeispiele aus der Bibel, sowohl dem Alten Testament als dem Neuen Testament. Auch hier gibt es Vorgänger. Schon Gregor der Große verbindet in seinem Hiobkommentar Zahlenangaben des Bibeltextes mit Arithmetischem und Theologischem. Anspruchsloser ist ein fast 200 Jahre früherer Text von Eucherius von Lyon (Formulae spiritalis intellegentiae, Cap.XI De numeris), in dem weitgehend nur Zahlen mit Bibelstellen kombiniert werden. Diese Zahlen und Bibelstellen bilden aber auch das Gerüst von Isidors Buch. Die Zitierung erfolgt zwar nicht mit Buch- und Kapitelangabe, aber Isidor erwähnt doch biblische Namen: Ezechiel, Ioannes in Apocalypsi, Noe usw.: über 200 Bibelverwendungen lasse sich identifizieren. Seine sonstigen Quellen nennt er überhaupt nicht.

## Inhalt

### Numerus
Im 1. Kapitel wird die Zahl definiert: Numerus est congregatio unitatis, ... cuius quidem universitas infinita est (Zahl ist eine Vereinigung von Einheiten, ... ihre Gesamtheit ist unbegrenzt/unendlich). Während der erste Teil der Definition noch auf der griechischen Arithmetik beruht, nähert sich der zweite Teil dem Zahlenverständnis des Augustinus, dem infinitum durch die scienta Dei (die Weisheit Gottes) möglich ist (Der Gottesstaat, XII,19). In gleicher Weise geht auch im Folgenden die griechische Arithmetik in eine christliche zahlenorientierte Bibelexegese über (siehe auch den Artikel Vollkommene Zahl, 6.2 Bibelexegese).
Die Kapitel 2 bis 26 behandeln die Zahlen 1–16, 18–20, 24, 30, 40, 46, 50 und 60. Sie sind stets nach dem gleichen Schema aufgebaut. Auf eine Zahlenbetrachtung folgen Beispiele aus dem christlichen Bereich, hauptsächlich der Bibel und dann aus dem „weltlichen“ Bereich. Die Zahlenbetrachtung beginnen, insbesondere in den ersten Kapiteln, arithmetischen Definitionen. So wird im 7. Kapitel die Zahl 6 als perfectus numerus (vollkommene Zahl) definiert und vorgerechnet, im 11. Kapitel die 8 als paribus par (verderbt von pariter par).
Die christlichen Zahlen bieten wichtiges oder doch bekanntes, wie den Numerus Decalogi legi (Zehn Gebote), die 12 Apostel, aber auch weniger bekanntes, wie 24 als die Länge der Arche Noah. Die weltlichen Zahlen bilden eine bunte Mischung: die 3 Weltteile (Asia, Europa, Lybia) und Sprachen des heiligen Gesetzes (hebraea, graeca, latina), Fünf Sinne des Menschen, 7 circuli planetae caeli (Himmelskörper, die die Erde umkreisen), 15 Tage von Neumond bis Vollmond, 60 Jahre sind das Alter, indem Soldaten vom Kriegsdienst freigestellt werden.
Einige Zahlen sind besonders beachtenswert

### Sieben
Der Zahl 7 ist das längste Kapitel gewidmet. Es werden nicht nur sehr viele Angaben zu den verschiedensten Gebieten gemacht, es handelt sich auch um besonders wichtige und interessante. Die Zahl wird in die, auch als bedeutend betrachteten, Zahlen 3 und 4 aufgeteilt, wie es schon in der Antike üblich war. Während aber bei Macrobius Ambrosius Theodosius die 3 und die 4 für Fläche und Körper stehen und die 7 damit geradezu den Schlüssel des Universums bildet (Commentarii in Somnium Scipionis, I,VI,34), steht bei Isidor die 3 für trinitatis mysterium und die 4 für die christlichen Tugenden. Der Bibel folgend wird die 7 als Ruhetag es Herrn nach der Schöpfung (1. Moses 1.2) gerühmt. Für den weltlichen Teil gibt es so unterschiedliche Themen wie die 7 Planeten, die die Erde umkreisen, eine ungewöhnliche Liste der 7 Artes Liberales (arithmetica, geometria, musica, astronomia, astrologia, mechanica, medicina), eine ebensolche der inneren Organe der Sterblichen (Zunge, Herz, Lunge, Milz, Leber und 2 Nieren).

### Neunzehn
Zur Zahl 19 fällt Isidor kein Bibelzitat ein. Auch sein Vorgänger Eucherius von Lyon bearbeitet diese Zahl nicht. In einem kurzen Abschnitt geht Isidor ausschließlich auf den ... numerus lunaris cylus ... paschales, den Mondzyklus zur Bestimmung des Ostertermins ein. Er orientiert sich dabei möglicherweise am Vorwort zum Liber de Paschal des Dionysius Exiguus, zu dem sich einige Parallelen finden.

### Sechsundvierzig
Besonders deutlich ist der Zusammenhang mit Augustinus von Hippo im Kapitel XXIV bzgl. der Zahl 46. Zunächst zitiert Isidor, wie sein Vorgänger Eucherius von Lyon, die 46 Jahre Bauzeit des Tempels in Jerusalem (Johannes 2,20). Dann aber konstruiert er eine Beziehung von dieser Zeitspanne zu der Zeitspanne zwischen Verkündigung und Geburt Jesu Christi. Er findet seine unbiblische, römische Datumsbezeichnung (octavo Kalendas Aprilis), den Ausdruck fabrica dominici corporis (Bildung/Erstellung des Körpers des Herrn) und die Umrechnung, die nötig ist, um von der Zahl 46 auf eine Schwangerschaftsdauer von circa 9 Monaten zu kommen, bei Augustinus.

## Textausgaben und Übersetzung
- Jean-Yves Guillaumin: ISIDORVS HISPALENSIS Liber nvmerorvm, Paris 2005.
- Jacques-Paul Migne: Patrologia Latina, Band 89, S. 179ff, Paris 1850.